# ورزشگاه غدیر اهواز
ورزشگاه غدیر اهواز، پنجمین ورزشگاه  بزرگ ایران در شهر اهوازاست که گنجایش 50هزار نفری را دارد. این ورزشگاه به عنوان ورزشگاه خانگی باشگاه استقلال خوزستان  محدوده شمالغرب شهر زیبا و پر افتخار اهواز در کنار جاده کمربندی اهواز  ساخته شده است.

## گشایش
این ورزشگاه پس از ۱۷ سال از آغاز ساخت آن در سال ۱۳۹۰ گشایش یافت و نخستین بازی فوتبال در این ورزشگاه روز ۲۵ اسفند ۱۳۹۰ میان دو تیم فوتبال استقلال اهواز و تیم ملی جوانان، در حضور رئیس‌جمهور وقت برگزار شد.

## ویژگی‌ها
محوطه این ورزشگاه ۴۴ هکتار است و پارکینگی با گنجایش بیش از دو هزار خودروی سواری و ۲۰۰ دستگاه اتوبوس پیش‌بینی شده است، همچنین در این ورزشگاه هشت باند برای پیست دو و میدانی در نظر گرفته شده است.
برای ساخت این ورزشگاه ۶۹۰ میلیارد ریال از اعتبارات ملی و استانی هزینه شده است.

## پیشینه
در سال ۱۹۷۴، زهره ملیله فرشید، یکی از نخستین و جوانترین معماران زن ایرانی مجموعه ورزشی اهواز را طراحی کرد. او مایل بود تا اهواز را برای میزبانی بازی‌های المپیک تابستانی سال ۱۹۸۴ آماده کند.

## حوادث
در پی خودسوزی یونس عساکره، تعدادی از شهروندان عرب اهوازی در ۲۶ اسفند ۱۳۹۳ پس از بازی فولاد خوزستان و الهلال عربستان که در چهارچوب لیگ قهرمانان آسیا برگزار شد، دست به اعتراض زدند. این اعتراضات با مداخله نیروهای پلیس به درگیری منجر شد و در این درگیری‌های یک خودروی پلیس آتش گرفت و تعدادی از معترضان دستگیر شدند.

## نگارخانه

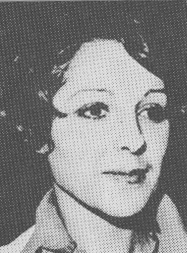
زهره ملیله فرشید، یکی از نخستین و جوان‌ترین معماران زن ایرانی مجموعه ورزشی اهواز را طراحی کرد.
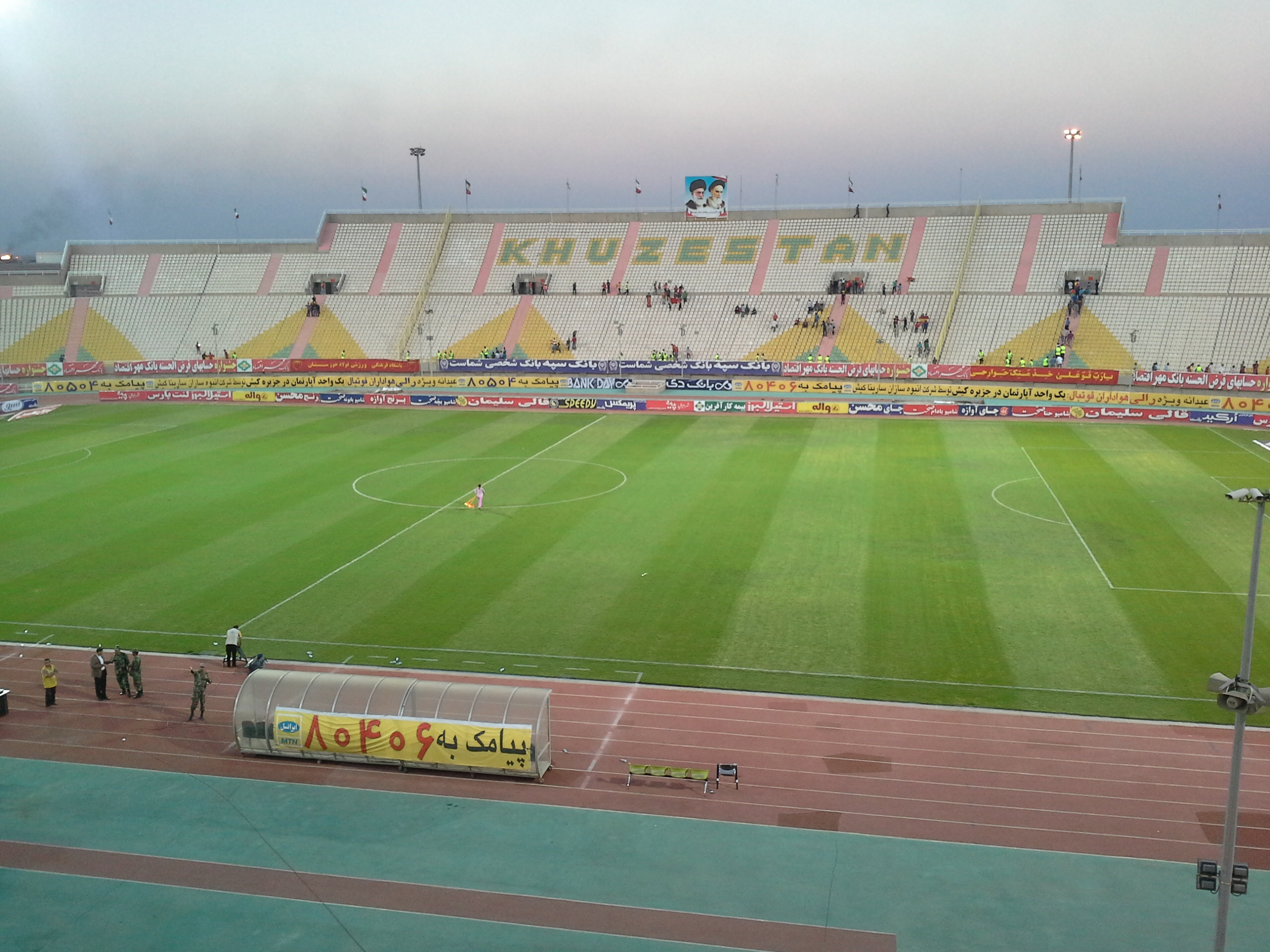
جایگاه شرقی ورزشگاه غدیر